# Lucio da Patrasso
Lucio da Patrasso o di Patre (Patre, I secolo – II secolo) è stato uno scrittore greco antico.

## Biografia
Di Lucio è ignoto tutto eccetto la città natale, ovvero Patrae (odierna Patrasso), come testimoniato da Fozio.
L'unico appiglio cronologico è la notizia, sempre di Fozio, secondo la quale sarebbe stato autore di Metamorfosi, per noi perdute, cui avrebbero attinto sia l'autore di Lucio o l'asino (in precedenza attribuito a Luciano di Samosata) sia Apuleio per l'Asino d'oro, le cui trame portanti sono praticamente identiche.

## LeMetamorfosi
Fozio gli attribuisce un romanzo in più libri, le Metamorfosi, che alcuni datano all'età flavia.
Del testo, che dalle parole di Fozio sembrerebbe essere stato una raccolta di novelle milesie, non sappiamo nulla, essendoci rimasto, come detto, solo lo schematico riassunto pseudo-lucianeo.